# 佐治刍言
《佐治刍言》是一部晚清西学东渐过程中影响颇广的政治学译著，1885年由江南製造局翻譯館出版。本书由英国传教士傅兰雅（John Fryer）与应祖锡合译而成，其中傅兰雅负责口译，应祖锡负责笔译。其所依据的原本为英国钱伯斯出版公司（William and Robert Chambers）的教育丛书之中的“Political Economy for Use in Schools, and for Private Instruction”，作者为。原书于19世纪中叶首次出版。

## 书籍简介
本书原为教科书，共三十一章，书名直译为政治经济学。在书中，作者用了三分之一篇幅，阐释一种宽泛意义上的社会进化理论；其余三分之二篇幅，则用以解释自由竞争和自由贸易理论。该书的主旨，大概是以社会自然进化理论，驳英国政府的激进立法，批评政府对于个人自由的过分干预。
作者在书中认为，个人不能遗世独立，必处于社会中。独立自主是其应得之权利，自食其力、遵纪守法是其应尽之义务。就每人皆能独立自主、自保其产业而言，人是平等的，但各人的社会地位难免参差。国家由部落发展而来，政府是受众人之托，代众人执掌律法、管理国内外事务的，因此政府应按照众人的意见行事。

## 书籍影响
本书很可能对康有为著作《大同书》产生了重要影响。
“《佐治刍言》指出，我们的进步正是上帝的意志，而且，既然我们能够进步，那么我们就应该进步。但是与此同时它却暗示了一个即将来临的美好世界，也就有可能有助于启发康有为去发现他那个即将来临的完美世界。”——浦嘉珉《中国与达尔文》